# 이본느 페리

2018년 모습

이본 페리(Yvonne Perry, 1966년 10월 23일 ~ )는 미국의 배우이다.

## 출연 작품

### 영화
- Love Conquers Paul (2009)

### 텔레비전
- 애즈 더 월드 턴즈 (1992-96, 1998-99)